# Visión de un asesino
Visión de un asesino  es una película argentina filmada en Eastmancolor dirigida por Hugo Reynaldo Mattar sobre el guion de Alí Mattar y Alberto Ruiz Madrid que se produjo en 1981. No fue estrenada comercialmente pero se la exhibió en la ciudad de San Juan  el 15 de agosto de 1983 y en el canal de cable Volver el 28 de noviembre de 2001. Tuvo como actores principales a  Juan Carlos Dual, Alfredo Iglesias, Jorge Rivera López, Margarita Gralia y el título alternativo de Valle de la luna.

## Producción
La película iba a ser una coproducción con Estados Unidos con la dirección de Emmerich Oross y con Carol Lynley y Louis Jourdan como protagonistas, pero como el aporte extranjero no se concretó, quedó  como una producción independiente. Fue filmada en la provincia de San Juan, especialmente en el Valle de la Luna.

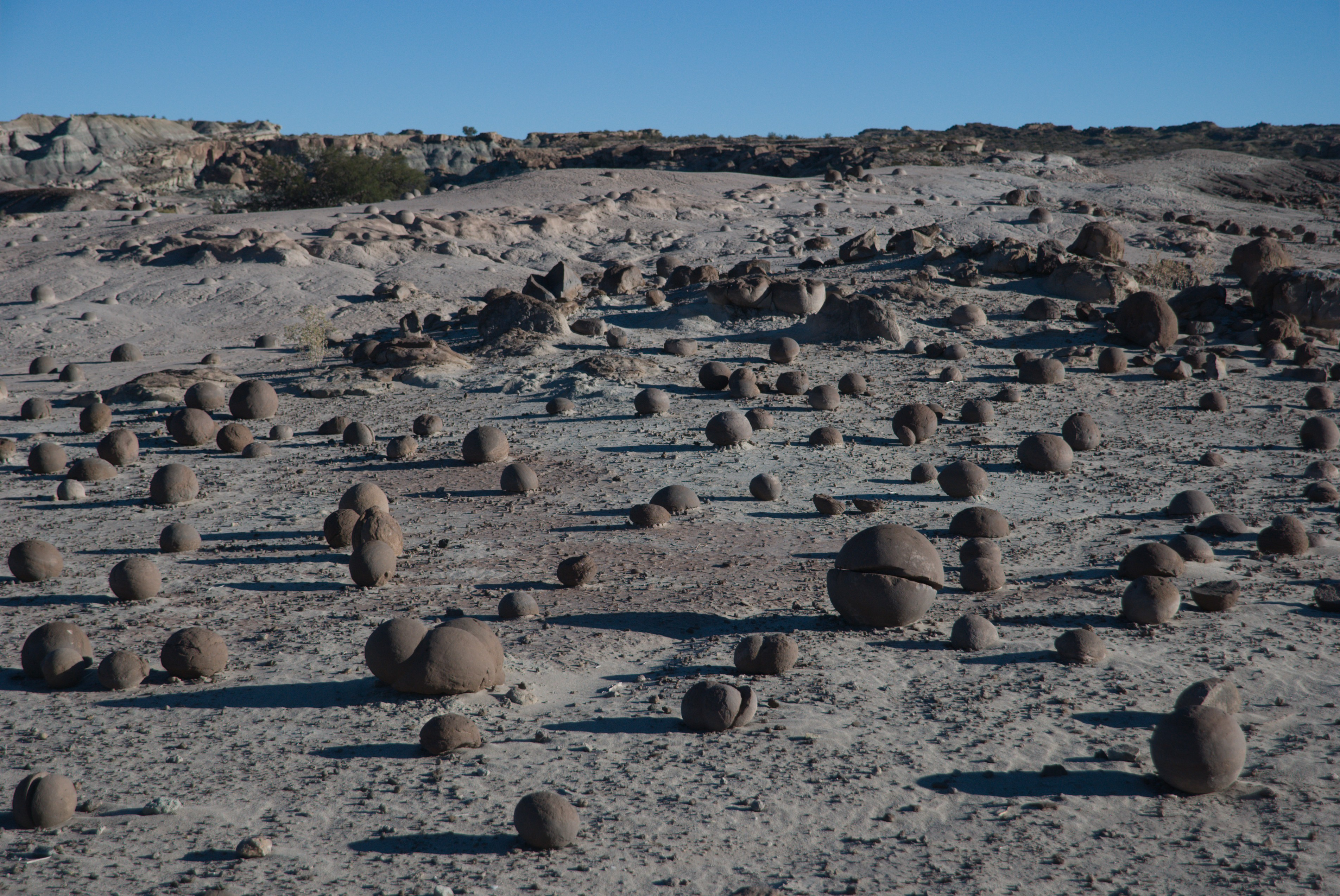
Valle de la Luna

## Locación
Ubicado a 273 km de la ciudad de San Juan, a 85 km de la localidad de Huaco, y a 80 km de San Agustín del Valle Fértil, el parque de Valle de la Luna ofrece un extraño paisaje, donde la escasez de vegetación y la más variada gama de colores de sus suelos, más el capricho en las formas de los montes, lo confieren especial atractivo turístico.
Es un lugar único que ha atraído el interés de geólogos y paleontólogos desde la década de 1930. Tiene un área protegida de 275 369 ha, célebre a nivel científico, ya que resguarda una importante reserva paleontológica. Es el único lugar donde puede verse totalmente al descubierto y perfectamente diferenciado todo el periodo triásico en forma completa y ordenada. Se calcula que las formaciones geológicas de este sitio tienen una antigüedad entre 200 y 250 millones de años. Este parque provincial fue declarado Lugar Histórico Nacional, en la tipología de "Sitio arqueológico, paleontológico y ecológico", mediante Decreto N.º 712/ 95, en conjunto con el Yacimiento Talampaya de la Provincia de la Rioja.
En dicho Decreto se le asigna una superficie de 62.916 hectáreas.
Posteriormente fue declarado  Patrimonio de la Humanidad por la Unesco, el 29 de noviembre de 2000.

## Sinopsis
Un importante descubrimiento paleontológico origina una serie de crímenes.

## Reparto
Intervinieron en el filme los siguientes intérpretes:
- Juan Carlos Dual
- Alfredo Iglesias
- Jorge Rivera López
- Margarita Gralia
- Oscar Kummel
- Betsabé Ruiz
- Lucy Campbell
- Bachi Buttini
- Ernesto López
- María Rizo
- Rubén Segado
- Carmen Renard
- Juan Gric
- Andrés Ortega